# Der Geiger und seine drei Gesellen
Der Geiger und seine drei Gesellen ist ein Märchen (AaTh 513A). Es steht in Johann Wilhelm Wolfs Deutsche Hausmärchen an Stelle 30.

## Inhalt
Der Graf stirbt, sein Geiger muss betteln gehen. Im Wald rät ihm ein grauhaariger Greis, aus einem schwarzen Schloss drei Schweinchen zu holen, die zu seiner Musik tanzen. Damit bringt er die Prinzessin zum Lachen, die noch nie gelacht hat. Ihr Vater will sie ihm zur Frau geben, doch sie lässt ihn drei Nächte in dem Schloss schlafen. Der Greis berät ihn. Er legt sich abends auf den Boden, drei Schlangen legen sich in seine Ohren und auf seinen Hals, um zwölf Uhr gehen sie weg. Drei schwarze Schwäne im Schlosshof werden immer weißer, sind am dritten Morgen Jungfrauen, das Schloss erlöst. Die Prinzessin lässt ihn noch Geld vom König von Marokko holen. Auf Rat des Greises nimmt er unterwegs einen Hans mit, der Eichen wie Unkraut ausreißt, einen Bläser, der mit einem Nasenloch Windmühlen antreibt, und einen Läufer, der Hasen und Rehe fängt. Auf See bläst der Bläser drei angreifende Piratenschiffe weg. Der König von Marokko gibt Gold, so viel einer tragen kann. Hans trägt alles in einem Kasten, der Bläser verbläst das verfolgende Heer. Die Prinzessin will zur Hochzeit drei Rehe, die nicht geschossen noch geschlagen noch von Hunden gebissen sind. Der Bläser treibt sie, der Läufer fängt sie. Sie heiraten, der Geiger wird Vizekönig, die drei Helfer stellt er an. Der Greis will nur jedes Neujahr im Schloss schlafen.

## Herkunft
Der Titel Der Geiger und seine drei Gesellen ist bei Wolf nicht mit einem Sternchen (*) versehen, was laut seiner Vorrede anzeigt, dass er selbst den Text ausarbeitete. Qualnächte, allmähliches Weißwerden verwünschter Damen, zuletzt Krachen des erlösten Schlosses sind bei Wolf oft so geschildert, vgl. Die Prinzessin von Tiefenthal, Die zwölf Brüder, Von der schönen Schwanenjungfer. Das Motiv der Schwanjungfrauen ist nur angedeutet, fast wie in Grimms Der Soldat und der Schreiner. Vgl. zur ernsten Prinzessin Die goldene Gans, zu den Helfern Sechse kommen durch die ganze Welt, Die sechs Diener, Der starke Hans, Basiles Der Dummling.